# Ulla Lindkvist
Ulla Lindkvist (Suecia, 1939—6 de agosto de 2015) fue una competidora, primera campeona del mundo femenino individual de orientación.
Ganó el individual del Campeonato Mundial de Orientación en 1966 y 1968, y terminó segunda en 1970.
Ulla Lindkvist fue campeona del mundo de transmisiones en 1970, como miembro del equipo sueco y formó parte de los equipos que obtuvieron medallas de plata en 1968 y 1972.